# Groupement foncier viticole
 (décembre 2010).
Si vous disposez d'ouvrages ou d'articles de référence ou si vous connaissez des sites web de qualité traitant du thème abordé ici, merci de compléter l'article en donnant les références utiles à sa vérifiabilité et en les liant à la section « Notes et références ».
Un Groupement Foncier Viticole (GFV) est une société civile spécifique à la viticulture dérivée des Groupements Fonciers Agricoles (GFA). Elle a été créée par la loi no 701299 du 31 décembre 1970 pour permettre aux particuliers d’investir en plaçant leur argent à long terme et a pour but l'acquisition collective d’un domaine viticole.

## Définition & fonctionnement
Des particuliers, en nombre limité, se regroupent  pour acquérir une propriété viticole. Son exploitation peut-être faite en direct par l'un des associés ou confiée à un exploitant choisi pour son savoir-faire tant technique que commercial.
Dans ce dernier cas, l’associé perçoit, chaque année, les revenus issus du fermage, en proportion du nombre de parts détenues. Cette valeur est ajustée chaque année et entérinée par arrêté préfectoral.

## Avantages fiscaux
Le GFV, de par sa forme juridique, offre la possibilité aux porteurs de parts de bénéficier d’avantages fiscaux dans le cadre des transmissions à titre gratuit (donations et successions).
Cet avantage pouvant être complété d’une exonération en matière d’ISF / IFI 2018.